# Lista de aeroportos da França
Esta é uma lista de aeroportos na França.

## Aeroportos internacionais
- EuroAirport Basel-Mulhouse-Freiburg (designação francesa) (BSL MLH EAP)
  - EuroAirport Basel-Mulhouse-Freiburg (designação inglesa)
  - Flughafen Basel-Mülhausen-Freiburg (designação alemã)

### Ajaccio
- Aeroporto de Ajaccio-Napoleão Bonaparte (AJA)

### Altos Pirenéus
- Aeroporto de Tarbes-Lourdes-Pirenéus (LDE)

### Bastia
- Aeroporto de Bastia-Poretta (BIA)

### Bordeus
- Aeroporto de Bordeaux-Mérignac (BOD)

### Caen
- Aeroporto de Caen-Carpiquet (CFR)

### Estrasburgo
- Aeroporto de Strasbourg Entzheim (SXB)

### Figari
- Aeroporto de Figari-Sud Corse (FSC)

### Lyon
- Aeroporto de Lyon-Saint-Exupéry (LYS)

### Marselha
- Aeroporto de Marseille-Provence (MRS)

### Nantes
- Aeroporto Nantes Atlantique (NTE)

### Nice
- Aeroporto Internacional de Nice (NCE)

### Paris
- Aeroporto de Paris Beauvais Tillé (BVA)
- Aeroporto de Paris-Charles de Gaulle (CDG)
- Aeroporto de Paris-Le Bourget (LBG)
- Aeroporto de Paris-Orly (ORY)

### Saint Martin
- Aeroporto de Grand-Case Espérance (SFG)

### Toulouse
- Aeroporto de Toulouse-Blagnac (TLS)

### Vichy
- Aeroporto de Vichy - Charmeil (VHY)